# Ellie Harvie
Ellie Anne Harvie (Belleville, 7 de abril de 1966) é uma atriz canadense.
É conhecida por ter representado  Morticia Addams na série de televisão The New Addams Family.